# ميخايلو كوزاك
ميخايلو كوزاك (بالأوكرانية: Михайло Степанович Козак)‏ هو لاعب كرة قدم أوكراني في مركزي الهجوم والوسط، ولد في 20 يناير 1991 في Milovice ‏ في جمهورية التشيك. شارك مع منتخب أوكرانيا تحت 17 سنة لكرة القدم ومنتخب أوكرانيا تحت 18 سنة لكرة القدم ومنتخب أوكرانيا تحت 19 سنة لكرة القدم. أما مع النوادي، فقد لعب مع نادي أوليكساندريا ونادي فورسكلا بولتافا.

## وصلات خارجية
- ميخايلو كوزاك على موقع اتحاد أوكرانيا (الإنجليزية)
- ميخايلو كوزاك على موقع قاعدة بيانات كرة القدم.إي يو (الإنجليزية)
- ميخايلو كوزاك على موقع Soccerway.com (الإنجليزية)
- ميخايلو كوزاك على موقع عالم كرة القدم.نت (الإنجليزية)